# Liste tödlicher Unfälle im Ski-Leistungssport
Im Skisport gibt es jährlich zahlreiche tödliche Unfälle. In dieser Liste werden nur Unfälle im Bereich des Leistungssports in chronologischer Folge aufgeführt.

## 1930er-Jahre
- 1938: Giacinto Sertorelli stürzt in der Kandahar-Abfahrt von Garmisch-Partenkirchen gegen einen Baum und erliegt am nächsten Tag seinen Verletzungen.[1]

## 1950er-Jahre
- 1953: Der Italiener Ilio Colli prallt am 21. Februar in der Abfahrt von Madesimo gegen einen Baum und stirbt.[2]
- 1959: John Semmelink aus Kanada stürzt am 7. Februar 1959 bei der Kandahar-Abfahrt in Garmisch-Partenkirchen in der FIS-Schneise in ein ausgetrocknetes Bachbett und verstirbt an einer Fraktur des Schädels.[3]
- 1959: Am 7. März fährt der Österreicher Toni Mark beim Abfahrtslauf um den Goldenen Schild vom Wallberg in Rottach-Egern in eine Zuschauergruppe. Mark erliegt drei Tage später seinen schweren Verletzungen im Krankenhaus, drei Zuschauer wurden verletzt.[4]

## 1960er-Jahre
- 1964: Ross Milne aus Australien verunglückt beim Training während der Olympischen Spiele am Patscherkofel tödlich.[3]
- 1965: Walter Mussner aus Italien ist das erste Todesopfer im Geschwindigkeitsskifahren. Er verunglückt bei einem Rennen in Cervinia tödlich.[5][6]
- 1969: Silvia Sutter aus der Schweiz kommt bei einem Abfahrtsrennen in Sportinia, Sauze d’Oulx, 300 m vor dem Ziel von der Piste ab, kollidiert mit einem Baum und stirbt.

## 1970er-Jahre
- 1970: Bei einem Sturz in der Weltcup-Abfahrt in Megève erleidet der Franzose Michel Bozon einen Genickbruch und stirbt.[3]
- 1972: Während der Abfahrt zu den Universitätsmeisterschaften in Winter Park kollidiert David Noelle aus den USA mit einem Baum.[3]
- 1972: Arthur Gobber aus Österreich verstirbt in der Abfahrt der österreichischen Juniorenmeisterschaften in Schladming.[3]
- 1973: Sverre Rasmusbakke aus Norwegen verunglückt in seinem Heimatland bei einem Riesenslalom.[3]
- 1974: Der Schweizer Jean-Marc Béguelin stirbt bei einem Hochgeschwindigkeitsrennen in Cervinia.[7][6]
- 1975: Michel Dujon aus Frankreich zieht sich im Training in Val-d’Isère bei der Kollision mit einem Skilift-Mast tödliche Verletzungen zu.[3]
- 1975: Der 16-jährige Markku Vuopala aus Finnland stirbt beim Zusammenstoß mit einem Baum nach der Zieldurchfahrt im Abfahrtslauf der Junioreneuropameisterschaften in Zell am Ziller.[8]
- 1979: Leonardo David aus Italien verunglückt in Lake Placid bei der vorolympischen Abfahrt. Er stirbt an den Kopfverletzungen nach sechsjährigem Koma im Jahre 1985.[3]
- 1979: Die 16-jährige Finnin Sara Mustonen stirbt nach einem Sturz in eine Gletscherspalte beim Training am Hintertuxer Gletscher.[9]

## 1980er-Jahre
- 1982: Der 16-jährige Ebinger Uwe Piske kollidiert beim Einfahren zum Abfahrtslauf der deutschen Meisterschaften ohne Sturzhelm 200 Meter abseits der Rennstrecke in Bolsterlang mit einem Baum.[10]
- 1984: Sepp Walcher aus Österreich, Abfahrtsweltmeister von 1978, stirbt nach einem Sturz während einer Abfahrt in Rohrmoos an Schädelverletzungen.[3]

## 1990er-Jahre
- 1991: Gernot Reinstadler aus Österreich stirbt nach einem Sturz im Zielhang der Qualifikations-Abfahrt im Weltcup in Wengen an inneren Verletzungen.[3]
- 1992: Der Schweizer Nicolas Bochatay stirbt, als er während des Aufwärmens zum Geschwindigkeitsskifahren der Olympischen Winterspiele 1992 mit einer Pistenraupe zusammenprallt.[11]
- 1992: Peter Wirnsberger II aus Österreich prallt beim freien Skifahren nach den Salzburger Landesmeisterschaften gegen einen Holzzaun und stirbt wenig später.[3]
- 1994: Ulrike Maier stürzt bei der Kandahar-Abfahrt Garmisch und kollidiert mit einer Zeitmessvorrichtung. Dabei erleidet sie einen tödlichen Genickbruch.[3]
- 1996: Kirsteen McGibbon aus Großbritannien stirbt an Kopf- sowie inneren Verletzungen nach dem Sturz bei einer Abfahrt in Zauchensee.[3]

## 2000er-Jahre
- 2001: Die französische Super-G-Weltmeisterin Régine Cavagnoud kollidiert bei der Abfahrt am Pitztaler Gletscher mit dem deutschen Nachwuchstrainer Markus Anwander und stirbt zwei Tage später in einem Innsbrucker Krankenhaus. Anwander überlebt schwerverletzt.[12]
- 2002: Der Schweizer Werner Elmer stirbt 20-jährig beim Zusammenstoß mit einem Streckenposten in Verbier.[13]
- 2004: Die 17-jährige US-Amerikanerin Shelley Glover erleidet bei einem Trainingssturz schwere Kopfverletzungen und stirbt drei Tage später.[14]
- 2008: Der Schweizer Ursin Schmed stirbt 18-jährig bei einem Unfall im Kaunertal.[15]

## 2010er-Jahre
- 2012: Die 18-jährige türkische Skirennläuferin Asli Nemutlu erleidet im Skigebiet der Provinz Erzurum bei einem Sturz im Training für die türkischen Jugendmeisterschaften einen Genickbruch, nachdem sich ein Ski gelöst hat.[16]
- 2012: Die kanadische Freestyle-Skierin und ehemalige Halfpipe-Weltmeisterin Sarah Burke stirbt neun Tage nach einem Trainingssturz in der Superpipe von Park City.[17]
- 2012: Der kanadische Freestyle-Skier Nick Zoricic stürzt beim Zielsprung des Skicross-Weltcup in Grindelwald und erliegt kurz darauf einem schweren Schädel-Hirntrauma.[18]
- 2017: Der 35-jährige französische Skirennläufer David Poisson durchschlägt im kanadischen Nakiska nach einem Sturz im Training zur Vorbereitung auf die alpinen Weltcuprennen in Lake Louise die Sicherheitsnetze und prallt gegen einen Baum.[19]
- 2017: Der 17-jährige Max Burkhart stirbt nach einem Sturz bei einer Abfahrt in Lake Louise (Kanada).[20]

## 2020er-Jahre
- 2024: Die 19-jährige Matilde Lorenzi stirbt nach einem Sturz während des Abfahrts-Trainings auf dem Gletscher im Schnalstal bei Schnals.[21]